# San Benedetto dei Marsi
San Benedetto dei Marsi település Olaszországban, Abruzzo régióban, L’Aquila megyében. Lakosainak száma 3703 fő (2023. január 1.). San Benedetto dei Marsi Aielli, Celano, Cerchio, Pescina, Trasacco és Collarmele községekkel határos.

## Népesség
A település lakossága az elmúlt években az alábbi módon változott:
| Lakosok száma | 3906 | 3907 | 3703 |
|               | 2017 | 2018 | 2023 |